# Преображенка (Юрьевский район)
Преображенка (укр. Преображенка) — село,
Преображенский сельский совет,
Юрьевский район,
Днепропетровская область,
Украина.
Код КОАТУУ — 1225986301. Население по переписи 2001 года составляло 299 человек .
Является административным центром Преображенского сельского совета, в который, кроме того, входят сёла
Белозёрское,
Голубовское,
Новомосковское и
Первомайское.

## Географическое положение
Село Преображенка находится на расстоянии в 1 км от сёл Первомайское и Новомосковское.
По селу протекает пересыхающий ручей с запрудой.

## История
- Село Преображенка основано в 1923 году.

## Экономика
- ООО «Преображеновское».

## Объекты социальной сферы
- Школа I-II ст.
- Дом культуры.
- Фельдшерско-акушерский пункт.